# Kim phấn thế gia
Kim phấn thế gia (tiếng Trung: 金粉世家, phiên âm: Jin Fen Shi Jia, tiếng Anh: The Story of a Noble family), là một bộ phim truyền hình tâm lý và tình cảm Trung Quốc của đạo diễn Lưu Quốc Quyền. Phim được phát sóng ở Trung Quốc trên kênh CCTV-8 từ ngày 20 tháng 3 năm 2003.

## Nội dung
Gia đình Thủ tướng Quốc vụ Viện Kim Thuyên được liệt vào là một trong những gia đình giàu sang, quyền quý ở Trung Quốc. Nhìn bề ngoài, cái vẻ hào hoa, phong nhã của gia đình ông đã làm cho không ít người dân Trung Quốc nể phục và thèm muốn, tuy nhiên đằng sau cái vẻ hoa lệ, đẹp đẽ ấy là những thối nát với vô vàn những câu chuyện buồn.
Gia đình Thủ tướng có cậu con trai là Kim Yến Tây. Nhờ "bóng" của cha, cậu trở thành một công tử ăn chơi trác táng với nhiều những thói hư tật xấu. Trong một chuyến du ngoạn, tình cờ Yến Tây gặp một cô gái mang tên Lãnh Thanh Thu. Một cô gái xinh xắn, ngoan hiền đã làm rung động trái tim chàng trai trẻ. Tuy nhiên chinh phục một cô gái ngoan hiền, lớn lên trong cảnh bần hàn lại rất ghét thiếu gia đã trở nên khó khăn đối với Yến Tây. Câu chuyện sẽ mãi chỉ như vậy nếu không có đêm ấy, khi tình cờ Thanh Thu nghe được bài ngâm thơ lãng mạn đầy tâm trạng của Yến Tây, Thanh Thu đã xiêu lòng và trở thành con dâu của nhà họ Kim.
Bước chân vào nhà họ Kim là sự mở đầu cho những khó khăn luôn thường trực xảy đến với cô. Sống trong một gia đình anh chị em bất hoà, luôn tìm cách rình rập, hạ bệ nhau đã trở thành cơn ác mộng trong cuộc sống của cô. Mọi tội lỗi mà gia đình họ Kim gây ra cô đều phải gánh chịu. Trong lúc nước sôi lửa bỏng, một tai nạn đã đến với họ Kim nhưng lại là một cơ hội tốt giải thoát cho cuộc đời cô. Trận cướp bóc vốn đã rất quen thuộc và luôn là cơn ác mộng đối với những gia đình giàu có đã một lần nữa lặp lại với gia tộc họ Kim, phá tan nhà cửa để rồi dìm họ Kim không còn nơi đứng dậy. Thanh Thu với đứa con chưa đầy một tuổi đã biến mất, chấm dứt cuộc sống lao khổ của cô trong một gia đình giàu sang quyền quý vốn là ước mơ của rất nhiều người.

## Diễn viên
- Trần Khôn vai Kim Yến Tây
- Đổng Khiết vai Lãnh Thanh Thu
- Lưu Diệc Phi vai Bạch Tú Châu
- Trương Kim Linh vai Liễu phu nhân
- Khấu Chấn Hải vai Kim Thuyên (Kim lão gia)
- Trì Soái vai Liễu Xuân Giang
- Lý Lạc vai Âu Dương Vu Kiên
- Từ Lộ vai Tiểu Liên
- Kiều Chấn Vụ vai Hạo Nhiên
- Lưu Giai Giai vai Vương Ngọc Phấn
- Vương Bá Chiêu vai Bạch Hùng Khởi
- Thư Diệu Tuyên vai Tống Thế Khanh
- Mã Tiệp vai Kim Vinh
- Lý Khắc Thuần vai Âu Dương Tinh
- Huỳnh Mai Doanh vai Lãnh phu nhân
- Thư Sướng vai con gái út (thứ 8) họ Kim